# Riccardo Sarfatti
Riccardo Sarfatti (Milano, 3 aprile 1940 – Tremezzo, 9 settembre 2010) è stato un designer, imprenditore e politico italiano.

## Biografia
Padre di tre figli, cattolico di origine ebraica, nel 1965 Sarfatti si laureò in Architettura al Politecnico di Milano, divenendo nello stesso ateneo assistente al corso di Pianificazione urbanistica, e ordinario del corso di Storia dell'architettura, tenuto anche allo Iuav di Venezia per quasi vent'anni.
Figlio di Gino Sarfatti, fondatore di Arteluce, lavorò presso l'azienda del padre dal 1969 al 1978, parallelamente all'attività universitaria. Nel 1979, insieme al compagno di studi Paolo Rizzatto e alla moglie e collega Sandra Severi, diede vita alla Luceplan di Milano, azienda multinazionale del settore illuminotecnico che occupava 100 dipendenti, e con un fatturato di 25 milioni.
Fu per anni Presidente di Assoluce, divenendo vicepresidente di FederlegnoArredo, e Presidente del Consiglio Nazionale delle Associazioni per il Design. Fu tra i fondatori del PD lombardo, membro nel direttivo di Libertà e Giustizia e del comitato nazionale della lista Prodi.
Candidato del centrosinistra alle elezioni regionali lombarde del 3 aprile 2005, fu sconfitto da Roberto Formigoni, pur avendo portato la percentuale dei voti della coalizione dal 31,5 al 43,17% dei consensi, rispetto alla precedente tornata del 2000. Alle regionali del 2010 si candida invece consigliere regionale nella lista del Partito Democratico in provincia di Milano e ottiene 2600 preferenze senza però essere eletto.
Morì all'età di 70 anni nella notte tra giovedì 9 e venerdì 10 settembre 2010 mentre era di ritorno a Villa Sarfatti, a Griante, comune sul Lago di Como. Affondò a Tremezzo in un lago con la sua auto in seguito ad uno sbandamento dovuto a un colpo di sonno. È sepolto vicino al padre nel cimitero di Griante.
Il 2 novembre 2020 il suo nome è stato iscritto nel Famedio di Milano.